# Австралийская служба безопасности и разведки
Австралийская служба безопасности и разведки (англ. Australian Security Intelligence Organisation, сокращённо ASIO) — часть Разведывательного Сообщества Австралии, агентство национальной безопасности, которое отвечает за защиту страны и её граждан от шпионажа, саботажа, актов иностранного вмешательства, политически мотивированного насилия, нападения на австралийскую систему обороны, и терроризм.
Офицеры ASIO не имеют полномочий на арест и не вооружены. В случае необходимости операции ведомства координируются с Австралийской Федеральной Полицией.
С 23 июля 2013 центральный офис находится в Канберре в здании под названием Бэн Чифли, названным в честь премьер-министра, который в 1949 году издал директиву о создании Службы Безопасности.

## Общие сведения

### Цели и задачи
АСБР-служба безопасности Австралии. Её функции заключаются в следующем
- получать, оценивать и сообщать о разведданных
- предоставлять рекомендации по угрозам безопасности
- в пределах Австралии получать информацию о деятельности иностранных служб, касающихся разведки

Акт о создании Австралийской службы безопасности и разведки от 1979 года определяет безопасность как защита от
- шпионажа
- саботажа
- политически мотивированного насилия
- нападения на системы обороны Австралии

- актов иностранного вмешательства

АСБР не имеет исполнительных полномочий для обеспечения соблюдения мер безопасности. Его роль состоит исключительно в сборе, анализе информации и распространении разведданных, имеющих отношение к вопросам безопасности.
Также АСБР предоставляет консультации и советы по вопросам безопасности другим органам Содружества.

### Информация о сотрудниках
С марта 2009 года должность Генерального директора занимает Дэвид Ирвин. На 2013 год в АСБР работают около 1740 сотрудников. Личность офицеров АСБР, кроме генерального директора, является государственной тайной. АСБР является работодателем равных возможностей, однако в СМИ говорилось о сложности привлечения мусульман и людей с Ближнего Востока. Кроме того, АСБР претерпел период быстрого роста. Около 70 процентов офицеров вошло в состав Организации, начиная с 2002 года. Павел О’Салливан, генеральный директор безопасности с 2005 по 2009 год, назвал это время периодом отсутствия опыта.

### Руководители АСБР
Полная статья: Руководители АСБР
| Годы управления | Имя                          |
| --------------- | ---------------------------- |
| 1949-1950       | Судья Джефри Рид             |
| 1950-1970       | Полковник Чарльз Спрай       |
| 1970-1975       | Питер Барбор                 |
| 1975-1976       | Франк Махони                 |
| 1976-1981       | Главный Судья Эдвард Вудворд |
| 1981-1985       | Харви Барнетт                |
| 1985-1988       | Алан Вригли                  |
| 1988-1992       | Джон Мотен                   |
| 1992-1996       | Дэвид Садлер                 |
| 1996-2005       | Деннис Ричардсон             |
| 2005-2009       | Паул О'Салливан              |
| 2009-2014       | Дэвид Ирвин                  |

### Штаб-квартира
С 1949 года офис АСБР находился в городе Сидней.
В 1951 году штаб-квартира ASIO была переведена из Сиднея в Мельбурн.
Но в 1978 году было принято решение перенести штаб-квартиру АСБР из Мельбурна в Канберру. Новый офис АСБР был открыт 2 декабря 1986 года.

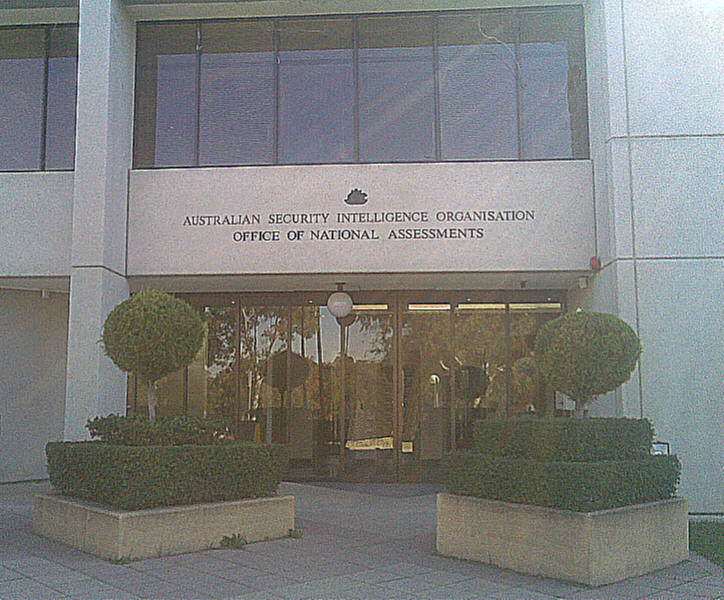
Старый офис АСБР

В 2012 году было начато строительство современного офисного здания в Канберре. Окончание строительства и переезд АСБР был запланирован на 8 апреля 2013. Но, был задержан до лета 2013 года, что составляет более 7 лет с того момента, как было предложено строительство нового офиса. Торжественное открытие Премьер-министром Кевином Раддом состоялось 23 июля 2013. Новое здание назвали Зданием Бэна Чифли. Бюджет, отведенный на строительство, (A$ 630 миллионов) был превышен на A$ 170 миллионов.

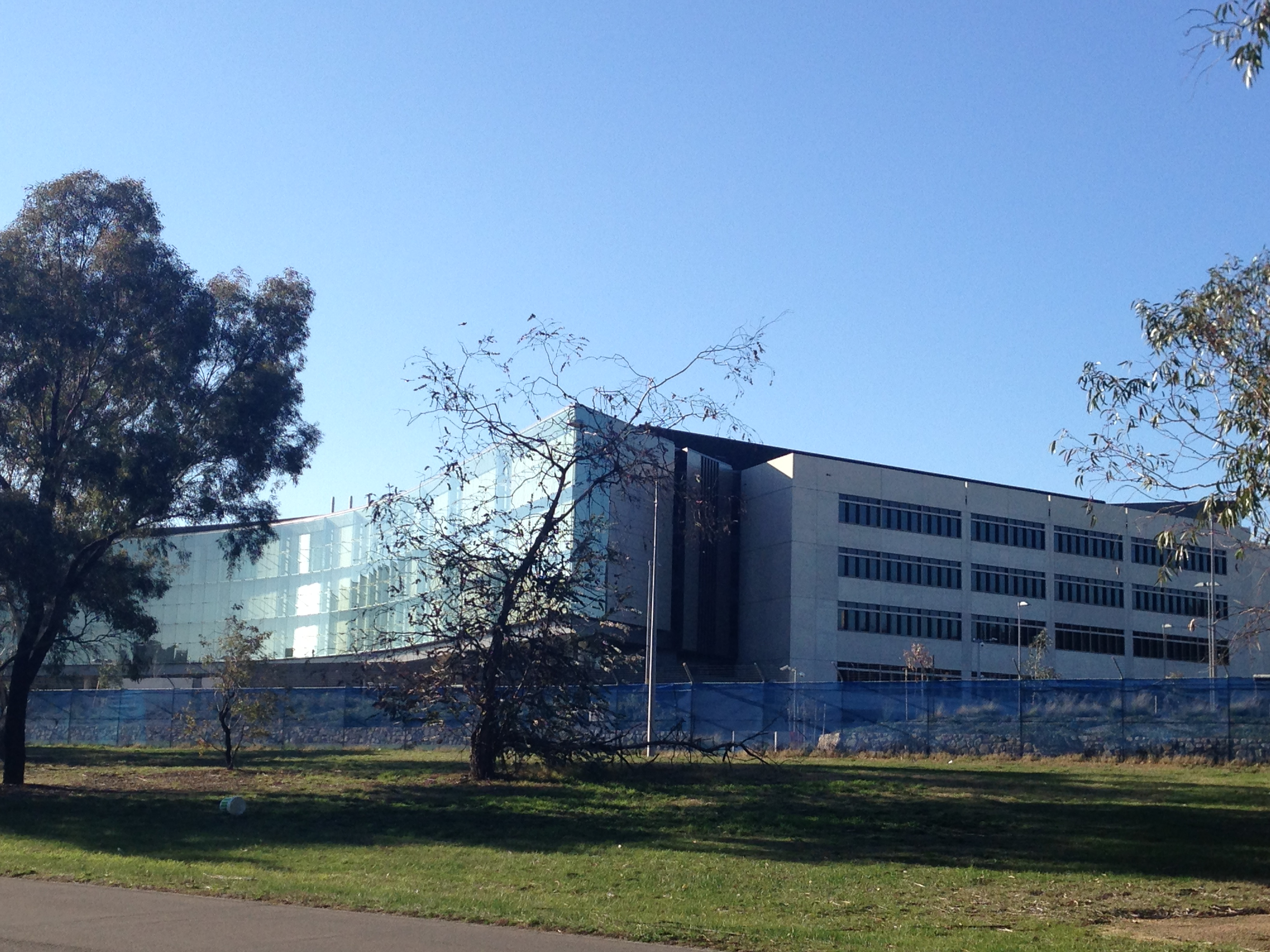
Новое центральное здание АСБР, Канберра.

## Полномочия и ответственность

### Специальные следственные полномочия
АСБР обладает следующими специальными следственными полномочиями в соответствии с предписанием, подписанным генеральным прокурором
- перехват телекоммуникаций;
- осмотр почтовых поставок;
- использование скрытных устройств слежения и наблюдения;
- удаленный доступ к компьютерам, включая изменение данных, чтобы скрыть следы проникновения;
- скрытное проникновение и обыск помещений, в том числе удаление или копирование любой найденной записи или вещи;
- возможность руководить и обыскивать человека, если тот оказался в или рядом с помещением, которое фигурирует в приказе

Генеральный директор имеет право самостоятельно выдавать ордер в случае возникновения чрезвычайной ситуации связанной с безопасностью, при условии, что требуемый ордер был запрошен у Генерального прокурора, но ещё не был подписан.
Офицер АСБР может без ордера попросить оператора морского или воздушного судна предъявить подтверждающие документы по вопросам по поводу данного судна, его груза, экипажа, пассажиров и о маршруте движения.

### Специальные следственные полномочия при борьбе с терроризмом
При расследовании дел, связанных с терроризмом, Генеральный директор может запрашивать ордер от независимой судебной власти, чтобы позволить:
- принудительный допрос подозреваемых;
- задержание подозреваемых с помощью Австралийской Федеральной полиции, и их последующего допроса офицерами АСБР;
- обычный, обыск или обыск с раздеванием подозреваемых сотрудниками AFP после их задержания;
- изъятие паспортов;
- препятствовать подозреваемым покидать границы Австралии.

Генеральный директор не имеет права самостоятельно выдавать ордер при расследовании дел, связанных с терроризмом.

### Созыв иностранной разведки
АСБР имеет право созывать иностранную разведку в пределах Австралии по приказу министра иностранных дел или министра обороны. Такие операции, известные как Joint Operations Intelligence, обычно проводится совместно с Австралийской Секретной разведывательной службой. Целью этих операций является сбор разведданных о безопасности зарубежных официальных лиц, организаций или компаний.

### Борьба с контрабандой
В 2010 году в акт о создании АСБР были внесены поправки, чтобы расширить функции организации. Поправка, внесенная в Акт, дают возможность АСБР бороться с контрабандой и другими серьёзными угрозами территориальной и пограничной целостности Австралии.

## История

### 1915—1949
Австралия имела несколько организаций безопасности (как гражданские так и военные) в период между 1915 и 1949, начиная с формирования филиала британской " Центральный контрразведки бюро " как часть общеимперского аппарата.

### Причины создания

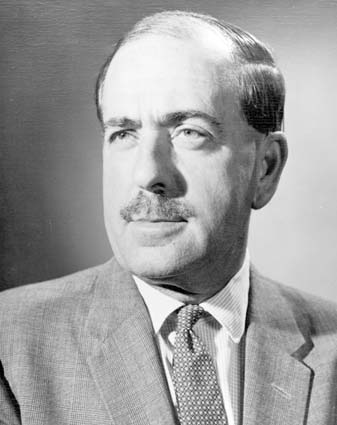
Чарльз Спрай
Один из первых руководителей АСБР

После завершения Второй мировой войны, с помощью совместного американо-британского проекта Венона было обнаружено, что через советские дипломатические каналы передаются совершенно секретные британские и австралийские правительственные данные. Сотрудники МИ-5 были направлены в Австралию, чтобы помочь местным службам. Источник утечки секретной информации был в конечном счете обнаружен. Как оказалось, этой шпионской работой занималось советское посольство в Канберре. Одним из результатов расследования было то, что союзные западные правительства выразили недовольство состоянием безопасности в Австралии. Поэтому 16 марта 1949 года, премьер-министр Бен Чифли издал директиву о создании Службы Безопасности, назначив главного судью Верховного суда Южной Австралии Джеффри Рида в качестве первого генерального директора безопасности.
Причины создания новой службы безопасности были достаточно четко изложены в документальном фильме ABC-Butt. Более того, они были подтверждены в новаторском исследовании Дезмонда Болла, на тему советского шпионажа в Австралии, опубликованном 15 лет назад..
В августе 1949 года, судья Рид посоветовал премьер-министру, назвать организацию «Australian Security Intelligence Organization»
6 июля 1950 Премьер-министр Роберт Мензис выпустил расширенную и более конкретную директиву под названием «Charter of the Australian Security Intelligence Organization» (так в оригинале) о назначении полковника Чарльза Спрай в качестве нового Генерального директора по безопасности. Перед ним была поставлена серьёзная задача-стать первым (профессиональным) Генеральным Директором контрразведки, которому придется отвечать перед правительством о создании эффективной службы безопасности.
Полковник Спрай, считал АСБР четвёртой рукой обороны и совершенно открыто заявлял, что, в случае чрезвычайного положения в стране, офицеры АСБР оказались бы в форме на следующее утро. Организация в АСБР была построена в традициях военных, но что более важно первый негласный закон разведки звучал как «Need to know» (NTK) (нужно знать). Офицеры, работающие в одних и тех же областях, часто не знали, что делает каждый из них, причем это незнание создавалось намеренно..

### Дело Петрова

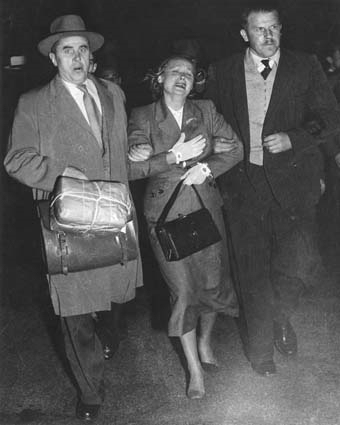

5 февраля 1951 ознаменовалось прибытием Владимира Михайловича Петрова, третьего секретаря советского посольства, в Сидней. АСБР начала склонять Петрова на свою сторону. Над этим работал д-р Майкл (Михаил) Бялогурский — врач-поляк, одновременно бывший тайным сотрудником АСБР. В целях вербовки Бялогурский неоднократно приглашал Петрова на прогулки по злачным местам Канберры: ресторанам, барам и публичным домам Бегству Петрова способствовало ещё одно важной обстоятельство: из-за внутреннего конфликта среди советских представителей Петров был обвинен советским послом в связи с арестованным к этому моменту главой советских спецслужб Лаврентием Павловичем Берией. Опасаясь за свою жизнь, 3 апреля 1954 года Владимир Михайлович обратился в АСБР. Петров был тайно перевезен в безопасное место сотрудниками АСБР.
В Советском посольстве обеспокоились долгим отсутствием и нежеланием австралийских властей проводить поиски Петрова. Поэтому жена Петрова — Евдокия была сопровождена офицерами МВД к ожидающему их самолёту в Сиднее. Было неизвестно действует ли Евдокия по собственному желанию или же по принуждению. Тем не менее, АСБР по связи с пилотом узнала, что Евдокия разговаривала со стюардессой о своём желании пообщаться с мужем и обрести убежище в Австралии. Такая возможность ей была предоставлена. Генеральному Директору по Безопасности Чарльзу Спрайу было доложено, что агенты МВД пронесли в самолёт оружие и, как следствие, могут быть задержаны по законам Австралии. Когда самолёт приземлился для заправки в городе Дарвин, всех пассажиров попросили покинуть самолёт. Полиция, действуя по просьбе АСБР задержала двух агентов МВД и доставила Евдокию к телефону. После разговора с мужем, она убедилась, что он жив и попросила Администратора Северной Территории о предоставлении политического убежища.

#### Последствия действий Петрова
С собой Петров захватил ряд документов, касающихся советской разведывательной деятельности в Австралии, которые рассматривались парламентской комиссией, но так и не были рассекречены австралийцами.
Оба Петрова дали показания. Королевская комиссия сообщила, что в этих показаниях явно говорится, что в течение многих лет правительство СССР, используя своё посольство в Канберре в качестве прикрытия, управляло шпионскими организациями в Австралии.
Дело Петрова вызвало бурные споры в Австралии, когда была замечена связь между лидером Австралийской лейбористской партии и Коммунистической партии Австралии (и, следовательно, связь с советской шпионской сетью). Г. В. Эватт, лидер Лейбористской партии в то время, обвинил премьер-министра Роберт Мензис в организации бегства Петрова, чтобы дискредитировать его. Обвинения привели к катастрофическому расколу в Трудовой партии.
Петров смог предоставить информацию о структуре советского разведывательного аппарата в середине 1950-х, информация была настолько ценной, что репутация АСБР в глазах Соединенных Штатов значительно улучшилась.

### 1960
АСБР по-прежнему сфокусировано на проблеме Советского шпионажа.

### Иван Скрипов
В 1963 году 1-й секретарь посольства СССР в Австралии Иван Фёдорович Скрипов был объявлен персоной нон грата за шпионаж. С 1961 года Скрипов пытался переманить одну женщину (на самом деле агента АСБР) на свою сторону. Скрипов поручил агенту доставить пакет человеку в Аделаиде. Пакет содержал передатчик, который в совокупности с антенной, позволяло отправлять кодированные сообщения по радио со скоростью несколько сотен слов в минуту. (Примерно в то же время, подобное устройство было найдено в доме у пары, проживающей в Великобритании, осужденной за шпионаж в интересах Советского Союза.) Пакет также содержал закодированный список российских графиков передач. Получатель пакета в Аделаиде так и не явился на встречу. Поэтому, чтобы не рисковать и не держать такое устройство в Австралии, правительство Австралии объявило Скрипова персоной нон грата.

### 1970
В 70-е годы ASIO столкнулась с новой угрозой-терроризмом. В 1972 году была взорвана бомба в офисе торгового и туристического центра Югославии в Сиднее, а в феврале 1978 года взорвалась бомба в сиднейском отеле Хилтон. В обоих случаях имелись пострадавшие. В 1974 году была образована Королевская комиссия (Royal Commission on Intelligence and Security (RCIS)) по контролю за разведслужбами Австралии. В ноябре того года ASIO впервые разместила печатное объявление о наборе сотрудников в спецслужбу.

### 1980
В апреле 1983, АСБР пресекла попытки советского шпионажа в лице Валерия Иванова, который занимал должность первого секретаря посольства СССР и по совместительству, как выяснила АСБР, был офицером КГБ. Он был объявлен персоной нон грата и изгнан из Австралии на том основании, что он исполнял свои обязанности в нарушение его дипломатического статуса.

### 1990
В сентябре 1999 года австралийскими спецслужбами была развернута охота на индонезийских шпионов во время подготовки войск ООН к переброске на Восточный Тимор. Причем, под подозрением находились не только восточно-тиморские беженцы, прибывающие на австралийский континент, но и сами австралийцы. Так был выявлен один высокопоставленный австралийский чиновник в Канберре, и несколько беженцев, связанных с индонезийской армией и полицией. Поэтому 16 сентября 1999 произошел разрыв договора о безопасности между Индонезией и Австралией.

### 2000
11 июня 2001 года Суд США вынес обвинительный приговор в попытке шпионажа бывшему агенту австралийской спецслужбы Жону-Филипу Уиспэре и приговорил его к 15 годам тюремного заключения. С июля 1998 по январь 1999 года Уиспэре работал в Австралийской спецслужбе по безопасности в Канберре и имел доступ к секретной информации, поступающей из США. В мае 1999 года Уиспэре был арестован в Вашингтоне при попытке продажи более 900 секретных документов тайному агенту ФБР, выдававшего себя за иностранного шпиона. Ранее, он был также замечен в попытке продажи секретных документов США иностранному государству через посольство этой страны в Бангкоке..
21 декабря 2001 года австралийское правительство разрешило АСБР осуществлять контроль за всей частной перепиской австралийцев по электронной почте, мотивируя это необходимостью противодействия международному терроризму и экстремизму..

### Олимпийские игры
Интенсивная трёхлетняя программа подготовки к Олимпиаде в Сиднее была завершена и АСБР активировал Федеральный Олимпийский Центр по Безопасности 1 мая 2000 года для предоставления консультаций безопасности, разведки и оценки угроз для правительства Австралии и содружественных стран во время проведения Олимпийских Игр.
Олимпийский Разведывательный центр был создан в рамках Командного Центра Обеспечения Безопасности на Олимпийских играх (Olympic Security Command Centre) в сентябре 1997 года. Задача этого центра состояла в создании методики управления рисками, которая смогла бы идентифицировать и оценить риски, связанные с Играми, а также эффективно использовать ресурсы безопасности для минимизации этих рисков, что и было проделано АСБР.
Отсутствие инцидентов на Олимпийских играх в Сиднее является успехом как АСБР, так и множества других организаций, обеспечивающих безопасность.

### Эдвард Сноуден
Из новой подборки документов, опубликованной бывшим сотрудником ЦРУ Эдвардом Сноуденом, следует, что АСБР в августе 2009 года в течение 15 дней прослушивала президента Индонезии Сусило Бамбанга Юдойоною. Так же прослушивалась его супруга Ани Юдойоно, вице-президент Будионо, бывший вице-президент Юсуф Калла, официальный представитель МИД, министры безопасности и информации. Помимо этого, австралийская разведка активно занималась разработкой долгосрочной стратегии прослушивания телефонных разговоров президента Индонезии. Собираемые австралийской спецслужбой данные обрабатываются в рамках операции Stateroom, которую под руководством США совместно осуществляют разведсообщества пяти стран, образующих группу «Пять глаз». Помимо США и Австралии в неё входят также Канада, Великобритания и Новая Зеландия. В ответ на требования Индонезии разъяснить сложившуюся ситуацию, премьер-министр Австралии Тони Абботт и глава МИД Джули Бишоп заявили, правительство Австралии никогда не комментирует вопросы безопасности. На что 1 ноября 2013 Индонезия выслала посла Австралии из-за разоблачения документов о шпионской сети США в Азии.

### 2020-е годы
В 2023 году было раскрыто имя «крота», который с 1977 по 1983 годы тесно сотрудничал с советской резидентурой КГБ в Канберре и передал ценную информацию, связанную с деятельностью альянса «Пять глаз» — это был Иэн Джордж Пикок (англ. Ian George Peacock, 1923—2006). С этим человеком тесно работали такие сотрудники советской резидентуры, как Геронтий Лазовик и Лев Кошляков. Информацию о наличии подобного «крота» австралийцы получили только в 1992 году от MI6 и ЦРУ и только благодаря тому, что британцы и американцы узнали об этом «кроте» от перебежчиков наподобие Василия Митрохина. Деятельность Пикока считается крупнейшим провалом австралийских спецслужб: сам австралиец тихо умер в 2006 году, даже не представ перед судом.

## Отношения с иностранными учреждениями и службами
Большинство угроз безопасности Австралии исходят из внешнего мира. Поэтому для АСБР очень важны международные соглашения о взаимодействии.
Разведка Австралии и органы безопасности поддерживают тесные рабочие отношения с внешними и внутренними разведками других стран. По состоянию на 22 октября 2008 года, агентство установило отношения с 347 службами в 131 стране.

## Интересные факты

### Фильм I, SPRY
В ноябре 2010 вышел фильм I, SPRY, в котором описываются события 50-х годов. В обстановке «холодной войны» премьер-министр Австралии предлагает Чарльзу Спраю взять руководство над АСБР в свои руки. Главная задача, которая ставится перед ним — вычислить советских шпионов на территории Австралии. Это и было осуществлено, подтверждением тому является дело Петрова 1954 года. Это достижение стало величайшим успехом АСБР. Но после появления компрометирующих фото, все начинает рушиться, появляются новые угрозы отовсюду, в том числе и из самой АСБР.
Считается, что этот фильм был непродуманной попыткой переписать историю. Незадолго до выхода фильма в эфир, директор Сиднейского Института и СМИ комментатор Жерар Хендерсон написал гневную критику по поводу этого фильма в Sydney Morning Herald. Он сказал о том, что документальный фильм принимает, что Австралия была окружена советским шпионским кольцом в 1950-х годах. Но, помимо прочего, в фильме показывается, что Спрай использовал оружие коммунистов против австралийских граждан, что является явным преувеличением..

### О написании истории АСБР
Общеизвестно, что раньше были написаны как минимум 4 истории АСБР, охватывающие в основном период холодной войны. Но ни одна из них так и не была опубликована. Текущий проект по написании истории АСБР, принадлежит профессору Дэвиду Хорнеру из Австралийского Национального Университета в Канберре. Начало проекта совпало с 60-летием АСБР и выпуском архивных материалов до 1979 года.
В АСБР, при помощи профессор Дэвида Хорнера, разработали логотип и девиз «Helping secure Australia’s future».